# Прва савезна лига Југославије у хокеју на леду 1948.
Прва савезна лига Југославије у хокеју на леду 1948. је друго послератно првенство Југославије, које је као и прво одиграно у Љубљани опет по турнирском систему.
Првенство је одиграно као тродневни турнир који се одржано од 26. до 29. фебруара 1948. уз учествовање шест клубова. Клубови-учесници били су подељени у две групе, а првак А групе добио је титулу државног првака.

## Учесници
| Група А                                                 | Група Б                                            |
| ------------------------------------------------------- | -------------------------------------------------- |
| Партизан, Београд Енотност, Љубљана Текстилац, Вараждин | Спартак, Суботица Загреб, Загреб Ударник, Карловац |

У групи је играо свако са сваким једну утакмицу. За победу су се добијала 2, нерешено 1, а пораз 0 бодова.

## Табеле
| Екипа                  | ИГ | Д | Н | ИЗ | ГД | ГП | ГР  | Б |
| ---------------------- | -- | - | - | -- | -- | -- | --- | - |
| 1. Партизан, Београд   | 2  | 2 | 0 | 0  | 25 | 3  | +22 | 4 |
| 2. Енотност, Љубљана   | 2  | 1 | 0 | 1  | 11 | 15 | -4  | 2 |
| 3. Текстилац, Вараждин | 2  | 0 | 0 | 2  | 3  | 21 | -18 | 0 |

| Екипа                | ИГ | Д | Н | ИЗ | ГД | ГП | ГР | Б |
| -------------------- | -- | - | - | -- | -- | -- | -- | - |
| 1. Спартак, Суботица | 2  | 2 | 0 | 0  | 7  | 4  | +3 | 4 |
| 2. Загреб, Загреб    | 2  | 1 | 0 | 1  | 9  | 3  | +4 | 2 |
| 3. Ударник, Карловац | 2  | 0 | 0 | 2  | 2  | 11 | -9 | 0 |

ИГ = одиграо, Д = победио, Н = нешерио, ИЗ = изгубио, ГД = голова дао, ГП = голова примио, ГР = гол-разлика, Б = бодова
| Првак Прве савезна лиге Југославије у хокеју на леду 1948. |
| ---------------------------------------------------------- |
| ХК Партизан 1. Титула                                      |